# مجموعة بيجابور
تشير مجموعة بيجابور إلى مجموعة من المخطوطات محفوظة بشكل أساسي في مجموعات مكتب الهند بالمكتبة البريطانية. كُتبت المخطوطات باللغتين العربية والفارسية في الأصل كجزء من مكتبة العادل شاهية الملكية، وكان العديد منها يحمل أختام العادل شاهية. نٌقلت المخطوطات في مرحلة من مراحل تاريخها إلى أشرمحل. كان المبنى موطنًا لكلية ومدرسة دينية أسسها محمد عادل شاه ، سلطان بيجابور، لإيواء رفات النبي.

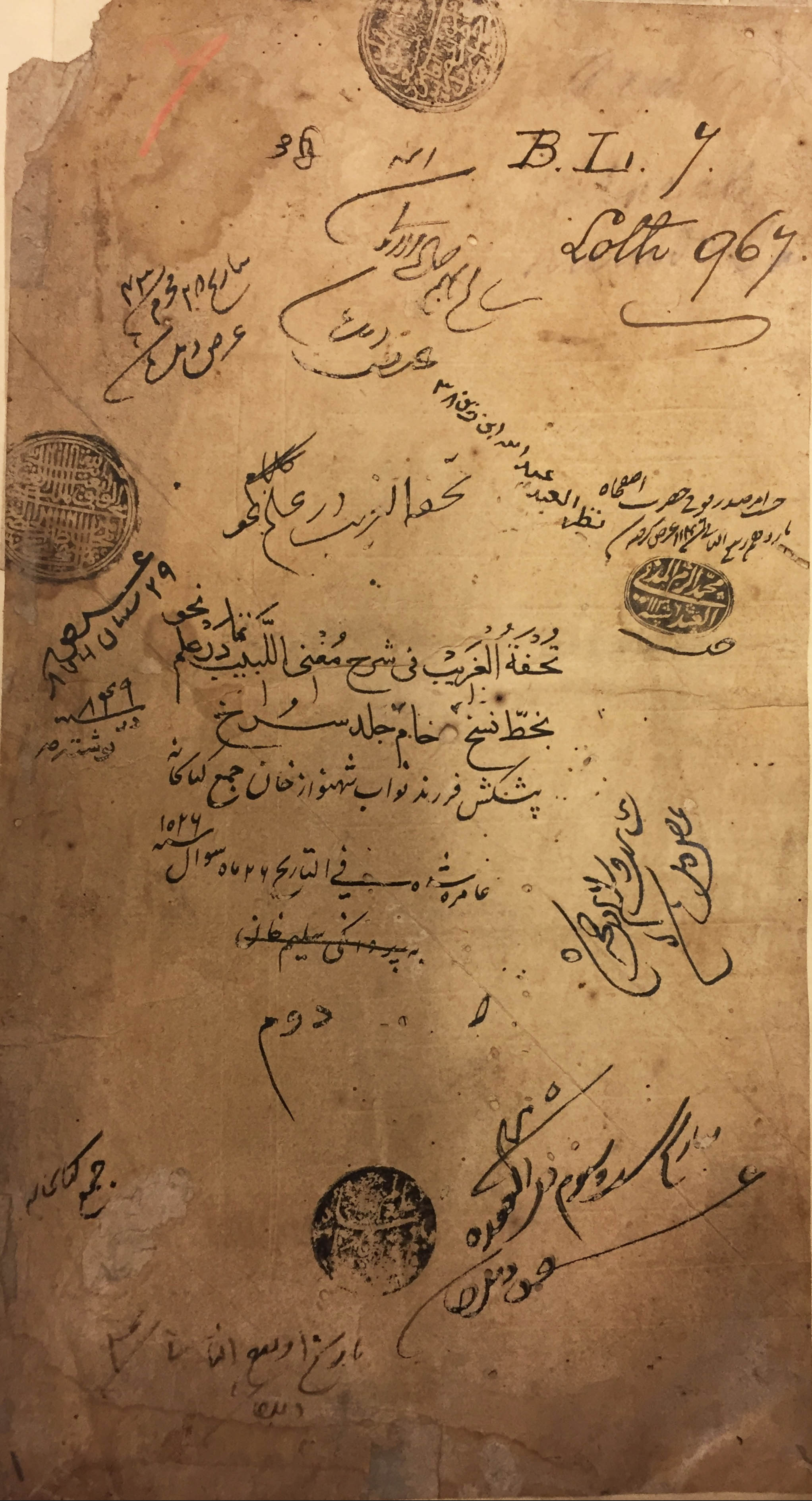
صفحة من شرح عمل عبد الله بن هشام الأنصاري مغني اللبيب لمحمد بن. أبو بكر الدماني (التوفي حوالي 1424) بأختام محمود جوان في المكتبة البريطانية بمكتب الهند، كتالوج أوتو لوث Otto Loth، رقم 967.

ضم البريطانيون بيجابور في عام 1848، ووجدوا أن المكتبة والمؤسسة لا تملك أموالًا لدعمها. زار العالم تشارلز أوتشوا بين عامي 1841 و1843م، ورتب المخطوطات وفصل المخطوطات السليمة عن المخطوطات المُدمّرة. جمع عناصر اللغة المراثية بواسطة أوشوا وكان بعد ذلك لدى هنري بارتل فرير، مفوض المنطقة فهرس لمجموعة بيجابور أعده حميد الدين حاكم باللغة الأردية، وترجمه إرسكين إلى الإنجليزية. وبعد أن فحص الكتالوج جون ويلسون بمساعدة علماء محليين، تقرر إرسال المجموعة بأكملها إلى شركة الهند الشرقية في لندن، وأرسلت المخطوطات عام 1853. ذهبت أجزاء أخرى من مكتبة بيجابور بطرق منفصلة وهي موجودة في مكتبة رازا، ورامبور، ومتحف سالار جونغ، وحيدر أباد، والمكتبة الوطنية الفرنسية، وسانت بطرسبرغ، ومتحف الفن الإسلامي، والدوحة، ومكتبة جامعة سانت أندروز. قام أوتو لوث (من مواليد 1844م، والمتوفى عام1881م) بفهرسة الأجزاء المكتبية الهندية، مع مخطوطات عربية أخرى من الهند، ونُشرت عام 1877. قدم القريشي ملخصًا للمجموعة بعد فترة كبيرة في عام 1980، ولكن لم تُحلل المخطوطات بشكل متعمق حتى عام 2016 عندما فحص أوفرتون بعض الرموز والأختام والارتباطات.

## روابط خارجية
- سيرة أوتو لوث
- نُشر كتالوج لوث لمجموعات IOL عام 1877
- مجموعة IOL Arabic MSS